# Węgierska Wieś
Węgierska Wieś (słow. Uhorská Ves, węg. Magyarfalu, niem. Ungereiden) – wieś (obec) na Słowacji w kraju żylińskim, w powiecie Liptowski Mikułasz.
Pierwsze wzmianki o miejscowości pochodzą z 1230 roku, kiedy nosiła nazwę Mogiorfolu. W 1239 nazywała się Mogorfolu, w 1283 Mogyorfolu, w 1285 ponownie Mogorfolu, w 1286 Magorfolu, w 1357 Magyerfalu, a w 1773 Uherska Wesz.

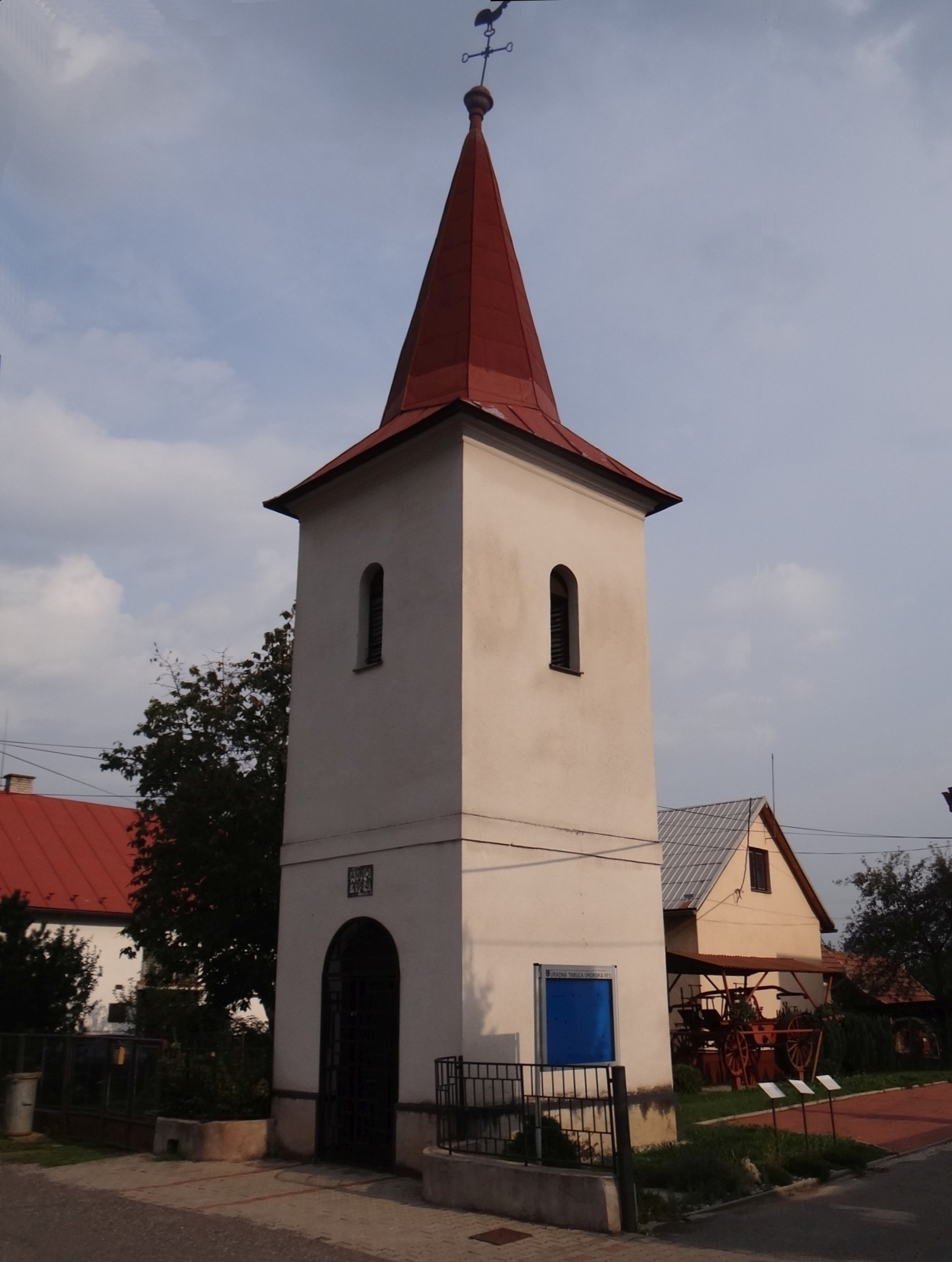
Kościół w Węgierskiej Wsi

Według danych z dnia 31 grudnia 2014, wieś zamieszkiwało 471 osób, w tym 243 kobiety i 228 mężczyzn.
W 2001 roku rozkład populacji względem narodowości i przynależności etnicznej wyglądał następująco:
- Słowacy – 96,17%
- Romowie – 1,35%
- Niemcy – 0,23%
- pozostali/nie podano – 2,25%,

natomiast w 2011 roku przedstawiał się on tak:
- Słowacy – 95,86%
- Romowie – 1,09%
- Czesi – 0,22%
- pozostali – 0,44%
- nie podano – 2,40%.

Ze względu na wyznawaną religię struktura mieszkańców kształtowała się w 2001 roku następująco:
- Katolicy rzymscy – 29,28%
- Ateiści – 22,30%
- Grekokatolicy – 0,68%
- Luteranie – 42,12%
- Adwentyści Dnia Siódmego – 0,45%
- Świadkowie Jehowy – 0,23%
- Nie podano – 4,73%,

natomiast w 2011 roku prezentowała się ona tak:
- Katolicy rzymscy – 30,07%
- Ateiści – 25,71%
- Grekokatolicy – 0,44%
- Luteranie – 34,20%
- Adwentyści Dnia Siódmego – 0,22%
- Metodyści – 0,65%
- Husyci – 0,22%
- Kościół Apostolski – 0,87%
- Kościół Braterski – 0,22%
- Świadkowie Jehowy – 0,22%
- pozostali – 0,44%
- Nie podano – 6,75%.

We wsi znajduje się kilka przystanków autobusowych na trasie linii z Liptowskiego Mikułasza do Liptowskiego Gródka i z Liptowskiego Mikułasza do Liptowskiego Jana. Przez miejscowość przebiega autostrada D1. Przez wieś przepływa rzeka Wag, która jest w tym rejonie żeglowna.
W miejscowości ma siedzibę klub piłkarski TJ Ďumbier Uhorská Ves.